# Eduard Magnus

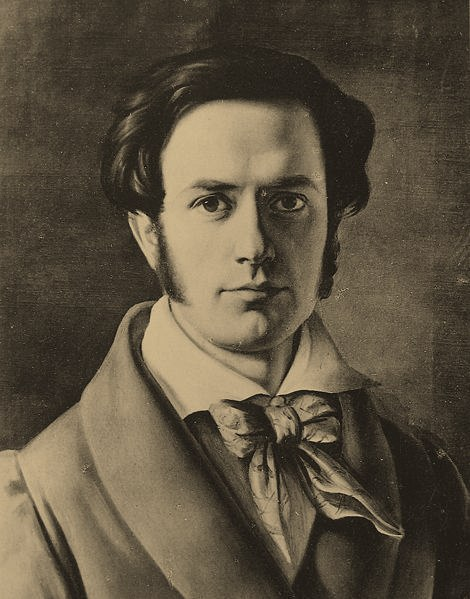
Eduard Magnus, Selbstbildnis (1827)

Leopold Eduard Samuel Magnus (* 7. Januar 1799 in Berlin; † 8. August 1872 ebenda) war ein deutscher Maler und zu seiner Zeit einer der meistbeschäftigten und -gefeierten Bildnismaler in Berlin. Dank seines hohen Ansehens und der herausragenden Stellung der Magnus-Familie gehörte er zu den einflussreichen Mitgliedern verschiedener Kunstkommissionen. Einige seiner Bilder sind Bestandteile der Sammlungen der Nationalgalerie Berlin, der Eremitage (Sankt Petersburg), der National Portrait Gallery (London) und des Thorvaldsen-Museum, Kopenhagen. Der größte Teil befindet sich jedoch in Privatbesitz. Etliche Bilder sind zum Ende des Zweiten Weltkriegs und in den Wirren der Nachkriegsjahre verschollen.

## Herkunft und Familie
Die Familie Magnus war ursprünglich jüdischen Glaubens. Der Vater, der wohlhabende Kaufmann Immanuel Meyer Magnus aus Schwedt/Oder, konvertierte mit seinen Söhnen 1807 zum Protestantismus und erwarb 1809 das Bürgerrecht. Im selben Jahr gründete er in Berlin unter seinem neuen Taufnamen Johann Matthias Magnus das Bankhaus Magnus, das zu den Vorläuferinstituten der Deutschen Bank gehörte.
Bei der Erziehung und Ausbildung der Söhne war dem Vater wesentlich, dass sie ihren Begabungen und Neigungen folgten. Die beiden ältesten Söhne übernahmen das Bankgeschäft. Eduard Magnus schlug die Künstlerlaufbahn ein. Der jüngere und berühmteste Bruder war der Physiker Heinrich Gustav Magnus. Ein weiterer Bruder wurde Landwirt, ein anderer Arzt. Die Mutter Louise Marianne (geboren als Merle Fraenkel), die den Mittelpunkt der Familie bildete und ein offenes Haus führte, vermittelte die großherzige Lebensart, die sich in der Wohltätigkeit der Söhne fortsetzte. Wohnsitz der Familie über Jahrzehnte hinweg war das Haus Behrenstraße 46 im Berliner Bankenviertel. In der oberen Etage befanden sich auch die Wohnung und das erste Atelier des Künstlers.

## Leben
Eduard Magnus wurde am 7. Januar 1799 geboren. Nach Besuch des Friedrichswerderschen Gymnasiums versuchte er sich im Architekturstudium an der Berliner Bauakademie. Parallel dazu lernte er in der Aktklasse der Kunstakademie. Seine weitere Entwicklung ist jedoch autodidaktisch geprägt. Langjähriger künstlerischer Ratgeber war der einige Jahre ältere Malerkollege Jakob Schlesinger, Professor und Restaurator an den Königlichen Museen in Berlin. 

Eduard Magnus: Die Heimkehr des Palikaren

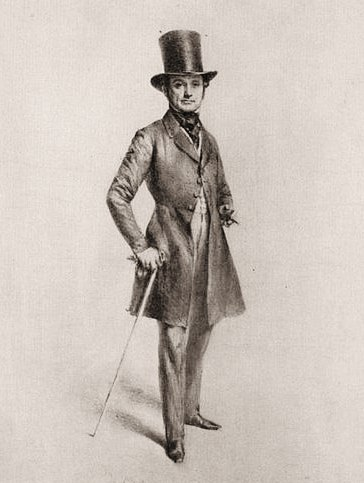
Eduard Magnus, Bleistiftzeichnung von Adolf Menzel (1841)

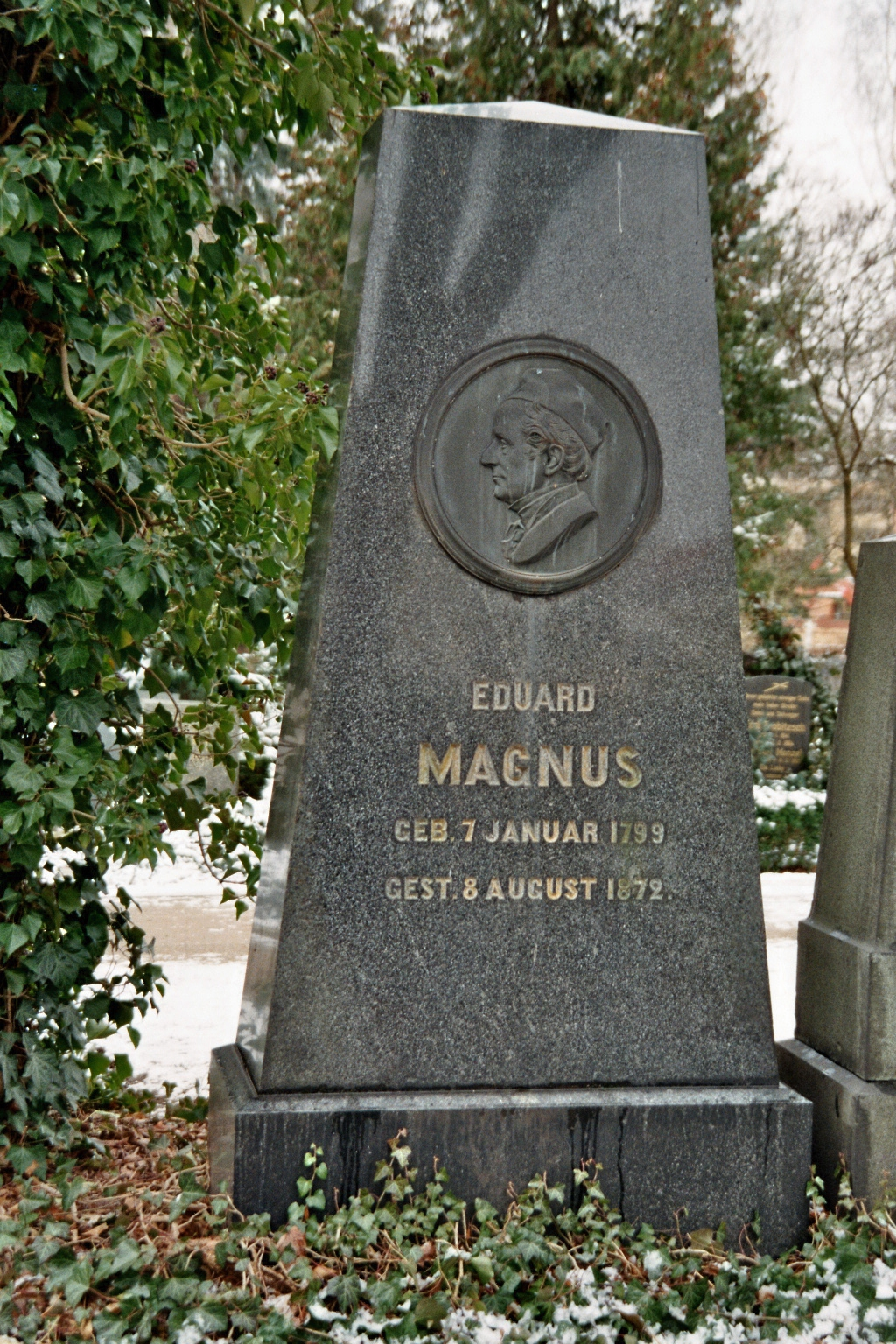
Magnus’ Grab in Berlin

Magnus unternahm Studienreisen nach Frankreich, Italien, Spanien und Ägypten. In Rom, wo er insgesamt über acht Jahre lebte (1827–1829, 1830–1834, 1839/1840, 1845–1847, 1850/1851, 1856/1857, 1866/1867) und Mitglied der Ponte-Molle-Gesellschaft sowie des Deutschen Künstlervereins war, besaß er ein eigenes Atelier. Um 1830 wohnte er dort im Palazzo Fiano am Corso. Zeichnungen aus dieser Zeit gehören zum Bestand der Bibliotheca Hertziana in Rom. Nach Berlin zurückgekehrt, wurde er 1837 Mitglied der Akademie und 1844 Professor. Im reifen Alter von 67 Jahren berief ihn die Kunstakademie in den Senat, wo Magnus maßgeblich an gutachterlichen Entscheidungen beteiligt war. 
Eduard Magnus blieb als einziger der sechs Magnus-Söhne unverheiratet. Er kümmerte sich liebevoll um Neffen und Nichten und um seine Mutter, die ihren Mann um fast zwanzig Jahre überlebte. Die von ihr gepflegte Gastlichkeit setzte er als Junggeselle in kleinerem Rahmen fort. In späteren Jahren befasste sich Magnus auch mit Fragen der Präsentation von Kunstwerken. In Vorträgen und Büchern diskutierte er beispielsweise die für Kunstmuseen und Ausstellungsräume geeignete Bauweise, Einrichtung und Beleuchtung. Er war ein interessierter Zeitgenosse, der auch öffentlich zu Tagesfragen Stellung bezog.
Seinen späteren Wohnsitz samt Atelier nahm er in der Anhaltstr. 8 (heute Anhalter Str.). Eine tiefe Freundschaft entwickelte sich zwischen ihm und dem Althistoriker Gustav Adolf Schöll, dem späteren Großherzoglichen Bibliothekar in Weimar. Ein Teil des Briefwechsels ist überliefert. Magnus unterstützte ihn zeitlebens und bedachte ihn testamentarisch mit 20.000 Talern, die nach Einschätzung der Deutschen Bundesbank die Kaufkraft von über einer halben Million Euro im Jahr 2009 gehabt hätten.
1862 wurde bei Magnus eine Katarakt („grauer Star“) diagnostiziert. Nach mehreren Operationen erlitt er schließlich einen Schlaganfall und starb am 8. August 1872. Seine letzte Ruhe fand er auf dem Dorotheenstädtischen Friedhof, dem Begräbnisplatz der Magnus-Familie, neben seinem zwei Jahre zuvor gestorbenen Bruder Heinrich Gustav Magnus.

## Werk
Bereits sein Jugendwerk verrät Freude am Malen. Ausgeprägt ist das sichere Gefühl für Proportionen, Farbe und Form. Es sind meist Genrebilder südländischer Thematik. Hervorzuheben ist das Bild Heimkehr des Palikaren, das in Paris entstand und 1836 auf der Ausstellung der Berliner Akademie große Beachtung fand. Im Jahr 2011 zierte die Abbildung die Umschlagseite des Kataloges zur 150-Jahr-Feier der Nationalgalerie. „Palikaren“ hießen im türkischen Heer die griechischen und albanischen Söldner in ihrer Nationaltracht, aus denen während der griechischen Revolution nach 1821 die spätere griechische Armee gebildet wurde. Magnus’ weiteres Schaffen ist von der Porträtmalerei bestimmt, mit der er ein Abbild der großbürgerlichen Gesellschaft und des geistigen und künstlerischen Berlins überliefert hat. Dies geschah bei ihm – wie bei allen Malern seiner Zeit – in Auseinandersetzung mit dem neu aufkommenden Medium Fotografie. Während die Porträtfotografie Hintergrundgestaltung und Draperien aus der Malerei übernahm und dann klischeehaft reduzierte, besannen sich die Malkünstler auf alte Traditionen und verzichteten weitgehend auf Beiwerk.
Unter den Bildnissen bedeutender Zeitgenossen fallen die vielen Bilder auf, die er von Kollegen, Komponisten und Vortragskünstlern – zum Teil sogar mehrfach – hergestellt hat. Dazu gehören Porträts von Friedrich Curschmann, Wilhelm Taubert, Livia Frege, Adolf Menzel, Richard Lauchert, Bertel Thorvaldsen, Ludwig Schwanthaler und Felix Mendelssohn Bartholdy. Mit Letzterem weitläufig verwandt, fertigte er etliche Porträts für Angehörige der Familie des Komponisten.
Zu Magnus’ bekanntesten Bildern zählt das Porträt der Jenny Lind, das im Laufe der Zeit in acht Sonderausstellungen in ganz Europa, zuletzt 1998 in Stockholm, gezeigt wurde. Ein weiteres Porträt – das der Sängerin Henriette Sontag – erhielt auf der Pariser Weltausstellung 1855 eine Auszeichnung. Beide Bilder waren schon 1852 in Antwerpen ausgestellt und „zu den besten im Salon“ deklariert worden. Beim Betrachter drängt sich der Eindruck von Unbeschwertheit auf, die sich mit Magnus’ Herkunft und seiner materiellen Unabhängigkeit erklären lässt. Wie es scheint, malte er aus Vergnügen und in diesem Sinne porträtierte er auch Familie und Freunde.

## Ehrungen und Auszeichnungen
- 1850: Ehrenrat der Königlichen Porzellanmanufaktur
- 1850: Ehrenmitglied der Dresdner Akademie
- 1853: Roter Adlerorden

## Porträts (Auswahl)
- Ludwig Cauer (1823)
- Lida Schadow (1830), Tochter von Gottfried Schadow
- Christian Daniel Rauch (1831)
- Cécilie Mendelssohn Bartholdy (1835), Frau des Komponisten Felix Mendelssohn Bartholdy
- Mathilde Gräfin zu Lynar, zwei Bildnisse (um 1837)
- Adolph Menzel (1843)
- Louis Coblitz (1845)
- Felix Mendelssohn Bartholdy (1846)
- Jenny Lind, zwei Bildnisse (1846 und 1862)
- Ernestine von Wildenbruch (1848)
- Livia Virginia Frege (etwa 1850)
- Adolf Heinrich Graf von Arnim-Boitzenburg
- Bertel Thorvaldsen (etwa 1855)
- Wilhelm Taubert (1862)
- Anna von Pfuel, geb. Gräfin von Brühl (1865)

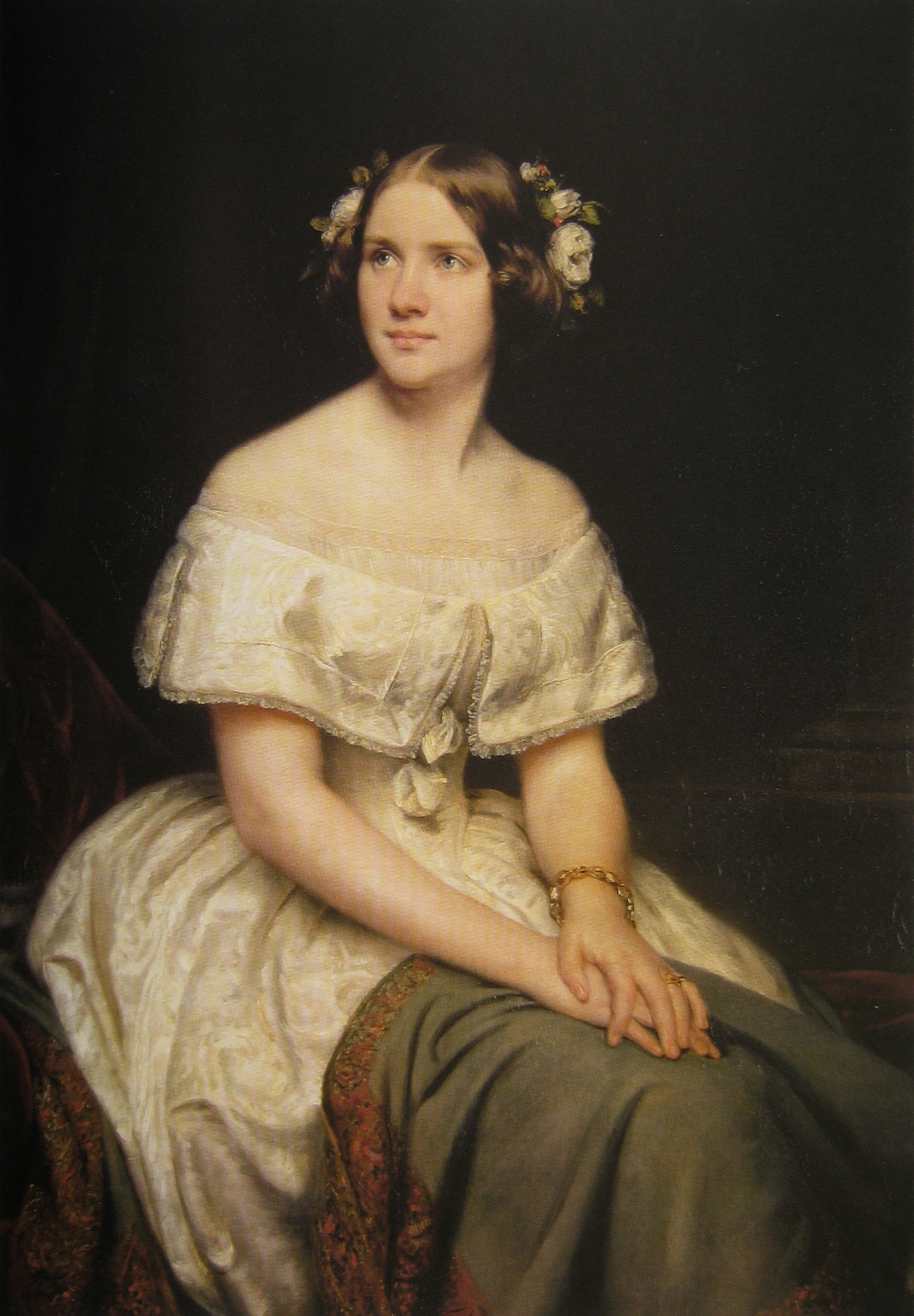
Jenny Lind, 1846
Felix Mendelssohn Bartholdy, 1846
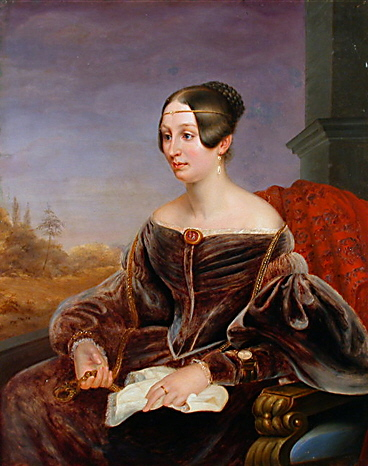
Mathilde Gräfin zu Lynar, um 1837
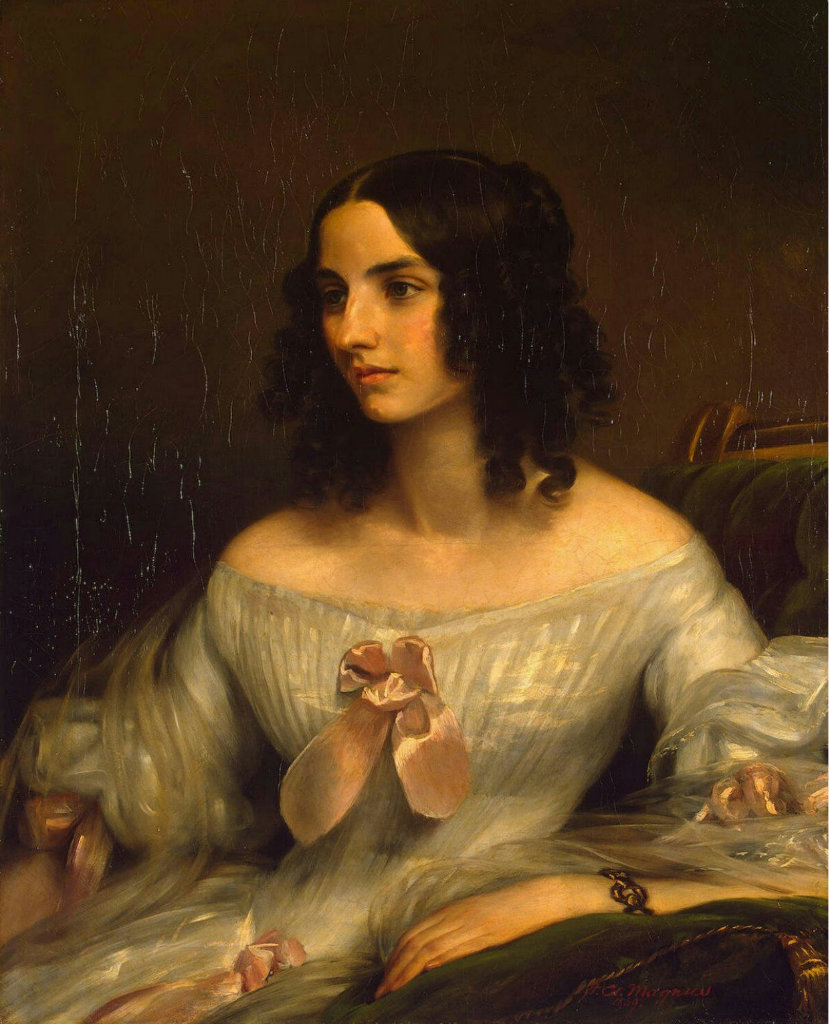
Aglaya E. Senden, 1839
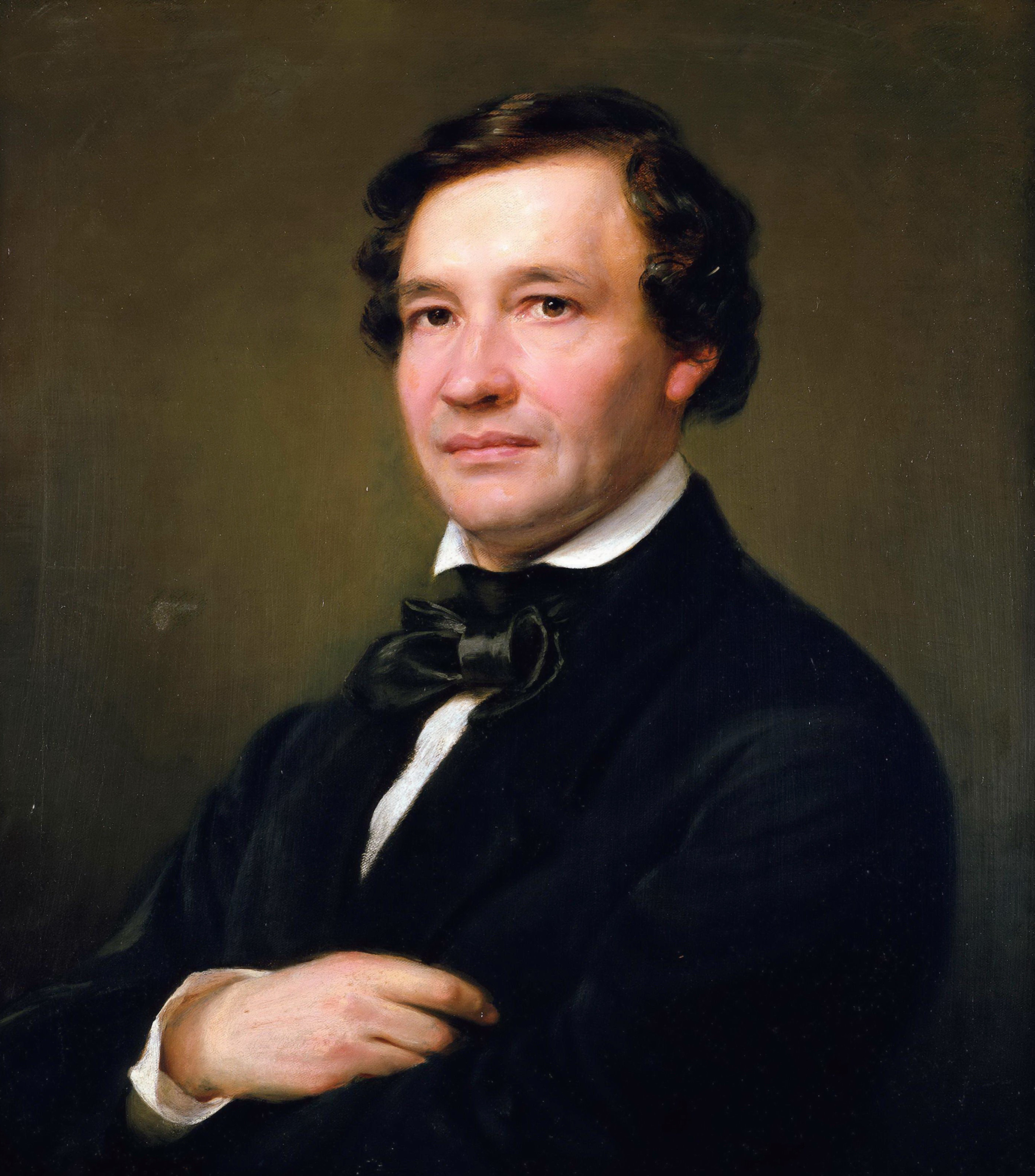
Wilhelm Taubert, 1862
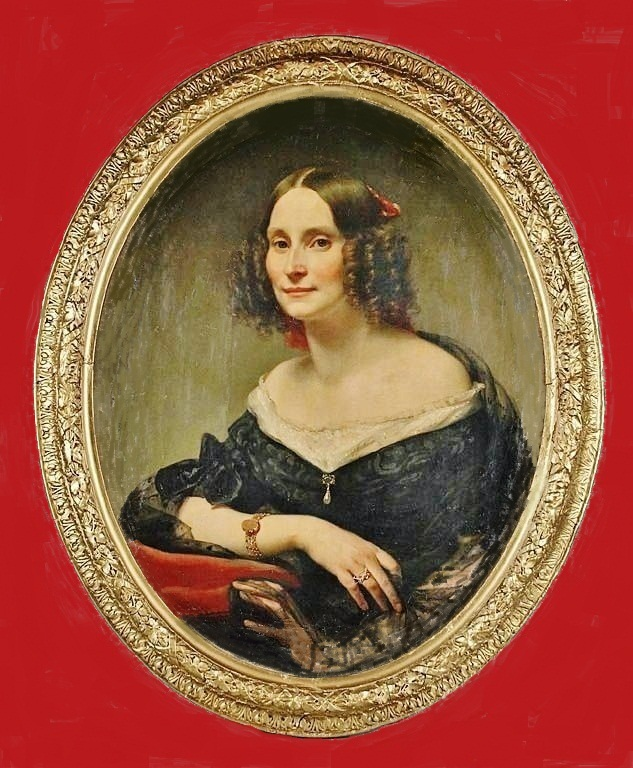
Ernestine von Wildenbruch, 1848
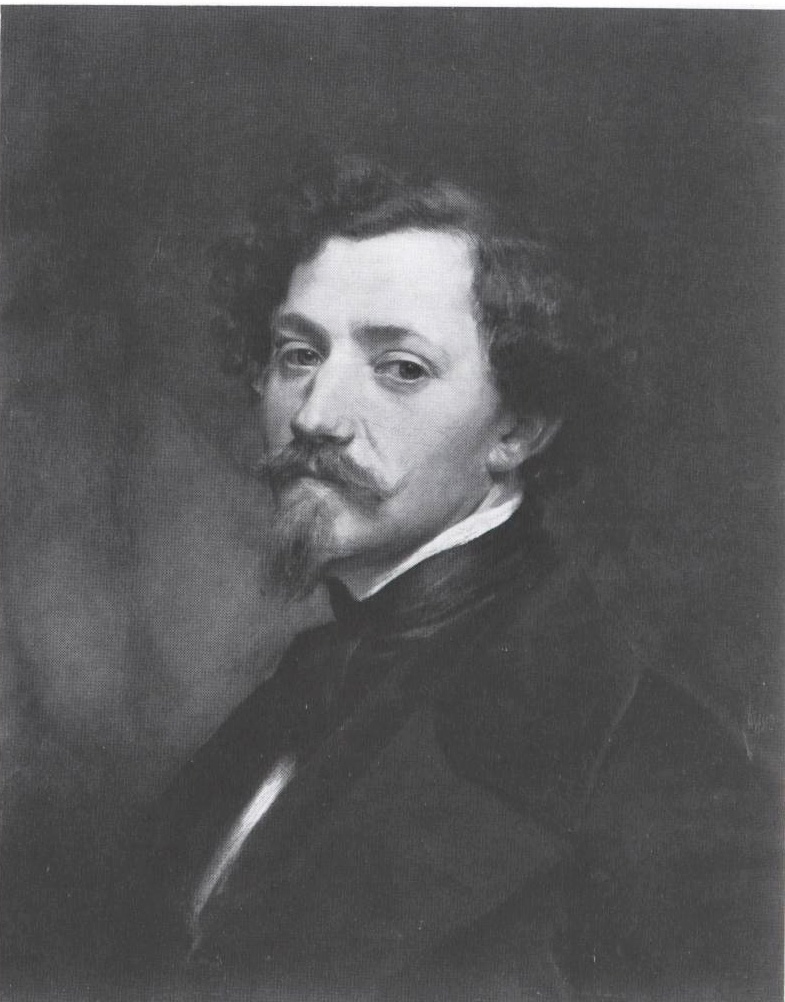
Louis Coblitz, 1845

## Schriften
- Die Polychromie vom künstlerischen Standpunkte. Strauss, Berlin 1872.
- Über die Einrichtung und Beleuchtung von Räumen zur Aufstellung von Gemälden und Sculpturen. Ernst & Korn, Berlin 1864.